# Geocharis radicalis
Geocharis radicalis är en enhjärtbladig växtart som först beskrevs av Theodoric Valeton, och fick sitt nu gällande namn av Brian Laurence Burtt och Rosemary Margaret Smith. Geocharis radicalis ingår i släktet Geocharis och familjen Zingiberaceae. Inga underarter finns listade i Catalogue of Life.